# Calliteara angulata
Calliteara angulata är en fjärilsart som beskrevs av George Francis Hampson 1895. Calliteara angulata ingår i släktet harfotsspinnare, och underfamiljen tofsspinnare till familjen näbbflyn. Inga underarter finns listade i Catalogue of Life.